# Bolot
El bolot és un joc de cartes jugat a Sagunt i alguns pobles de la comarca del Camp de Morvedre, situada al nord de la província de València. Possiblement té el seu origen en el joc de cartes francès belote, amb el que comparteix pràcticament la totalitat de les regles; però es diferencia d'aquest en què es juga amb la baralla espanyola. Cal incloure'l per tant dins del mateix grup que el klaverjassen holandés, del bela croata, del vida grec i un llarg etcètera de jocs similars practicats a Europa central.

## Història
S'explica que va ser portat a aquesta ciutat, a principis del segle xx, per un viatjant que va passar una temporada a França. Des de llavors s'ha convertit en un joc molt popular. Es juga en societats i cafeteries, especialment en la "Societat Vitivinícola", anomenada 'La Viti', a la "Societat de Caçadors" i en el 'El Musical', cafeteria de la "Societat Musical Lira Saguntina". També es fan campionats de bolot entre fallers i penyes, sent un signe d'identitat pròpia de la ciutat de Sagunt.

## Generalitats
Es juga per parelles entre 4 jugadors utilitzant una baralla espanyola de la qual s'hauran apartat 2, 4, 5 i 6 de tots els pals. L'objectiu del joc és arribar a una quantitat de punts fixada per endavant (normalment 1000 o 1500) acumulant-los en les diferents partides. Guanya el joc la parella que abans arriba a aquesta quantitat.

## Ordre de les cartes
- El pal de triomf de menor a major: Set, Vuit, Cavall, Rei, Tres, As, Nou (es diu Catorze), Sota (se l'anomena Valet).

- Els altres pals de menor a major: Set, Vuit, Nou, Sota, Cavall, Rei, Tres i As.

### Puntuació de les cartes
- El pal de triomf:
  - El Valet val 20 punts.
  - El Catorze val 14 punts.
  - L'As val 11 punts.
  - El Tres val 10 punts.
  - El Rei val 4 punts.
  - El Cavall val 3 punts.

- Els altres pals:
  - L'As val 11 punts.
  - El Tres val 10 punts.
  - El Rei val 4 punts.
  - El Cavall val 3 punts.
  - La Sota val 2 punts.

### Els cants
- Bolot i rebolot.
  - Es canta bolot i rebolot quan es posseeix el Cavall i el Rei del pal de triomfs. S'ha de dir "bolot" en el moment de jugar la primera de les dues cartes i "rebolot" en el moment de jugar la segona. La puntuació de bolot i rebolot és de 20 punts.
- Cants amb cartes del mateix pal.
  - Tercera: Es considera tercera tres cartes seguides d'un mateix pal dins dins de la seqüència set, vuit, nou, tres, sota, cavall, rei i as. La puntuació d'una tercera és de 20 punts. Les terceres s'han cantar abans de començar la segona basa i es mostraran les cartes que el componen per comprovar la seva autenticitat. Només pot cantar una o més terceres una de les dues parelles. En cas que les dues parelles posseeixin tercera es decidirà qui la canta seguint tres criteris que s'aplicaran en aquest ordre: 1r) guanya la tercera que arriba a un valor més alt dins de la seqüència anterior; 2n) guanya la tercera del pal de triomf; 3r) guanya la tercera de la parella que és mà. Quan una parella tingui més d'una tercera, es sumaran els punts.
  - Cinquanta: Es canta 50 quan un jugador posseeix quatre cartes seguides d'un mateix pal dins de la seqüència descrita per les terceres. La seva puntuació és de 50 punts.
  - Cent: Es canta 100 quan un jugador posseeix cinc o més cartes seguides d'un mateix pal dins dins de la seqüència descrita per les terceres. La seva puntuació és de 100 punts.

- Cants amb cartes d'igual nombre.
  - Cent: Es canta 100 quan un jugador posseeix quatre tresos, quatre Cavalls, quatre Reis o quatre Asos. Els cants amb cartes d'igual nombre s'han de fer abans que comenci la segona basa i es mostraran les cartes que el componen per comprovar la seva autenticitat.
  - Cent cinquanta: Es canta 150 quan un jugador posseeix els quatre Nous.
  - Dos-cents: Es canta 200 quan un jugador posseeix les quatre Sotes.

## El joc

### La partida
L'objectiu de cada partida és aconseguir la major quantitat de punts en joc. Els punts en jocs són 162, 152 + 10 de les 'últimes', encara que mitjançant el 'cante' pot haver-hi més punts en joc. Guanya la partida la parella que aconsegueix arribar o superar la meitat més un dels punts en joc. En el cas que una parella no faci cap basa ("fer-capot") se li afegiran 100 punts a l'altra parella, en aquest cas no es comptabilitzaran les 10 de "últimes" per a la parella que ha fet totes les bases.

#### El repartiment
Es reparteixen cinc cartes a cada jugador en sentit contrari a les agulles del rellotge i se situa una boca amunt al centre de la taula. El pal d'aquesta carta marca el triomf "de primeres". De manera ordenada i començant pel jugador immediatament a la dreta del que ha repartit (a aquest jugador se li crida mà) s'indicarà si s'accepten o no aquest pal com a triomf. Per acceptar el pal es dirà "vaig", per rebutjar-ho, "no vaig". Si tots els jugadors rebutgen prendre aquest pal com a triomf, es repetirà el procés "de segones". En aquesta segona volta el jugador que decideix "anar" proposa el pal que serà triomf. El jugador que "va" es queda amb la carta que s'ha col·locat sobre la taula i es repartiran seguint l'ordre inicial dues cartes al jugador que "ha anat"-tres a la resta. La parella que "va" assumeix la responsabilitat de guanyar la partida i en cas de no aconseguir-ho (el que s'anomena "estar llocs") tots els punts en joc passaran a l'altra parella.

#### La dinàmica
La partida té vuit bases. La primera basa la iniciarà el jugador que és mà tirant una carta. La resta haurà de tirar una carta seguint el sentit contrari a les agulles del rellotge. Sempre és obligatori seguir el pal de la carta que inicia la basa. Quan el pal és triomf no només és obligat seguir-lo, sinó que també és obligatori, si es pot, jugar una carta que superi a les que estan sobre la taula. Si no es posseeix carta del pal (i el pal no és triomf) s'ha de llençar una carta del pal de triomf (el que s'anomena "fallar"). En el cas anterior i quan la mà l'estigui guanyant l'altre membre de la parella, es pot tirar una carta que no sigui del pal de triomf. En qualsevol circumstància que s'hagi de llençar triomf i un jugador no tingui carta d'aquest pal, es pot tirar una carta de qualsevol altre pal. El jugador que hagi guanyat la basa anterior, haurà d'iniciar la següent.